# Выборгский рынок
Выборгский рынок — здание крытого рынка в Выборге (ул. Северный Вал, 2), построенное в 1904—1905 годах по проекту архитектора Карла Хорд аф Сегерштадта (1873—1931).

## История
В соответствии с планом Выборга, утверждённым в 1794 году, на Соборной площади началось строительство спроектированного Джакомо Кваренги подковообразного в плане гостиного двора, не доведённое, однако, до конца. Было выстроено только его восточное крыло, сильно обветшавшее к началу XX века и впоследствии разобранное. 
В конкурсе проектов здания рынка на новом месте победил архитектор Карл Хорд аф Сегерштадт, позднее построивший также рынок Хаканиеми в Хельсинки (Hakaniemen kauppahalli). Здание выборгского рынка, открытого в 1906 году, стало важным элементом архитектурного ансамбля Рыночной площади, образованной на месте разобранной городской стены. Выдержанное в строгом стиле северного модерна здание крытого рынка с часовой башенкой заняло место, на котором когда-то находилась башня Лакамунда. Здание включило в себя более раннюю постройку — возведённый в 1880-х годах вблизи пересечения улиц Водной Заставы и Северный Вал двухэтажный торговый корпус. Фасад заметного в панораме города частично двухэтажного здания замыкает перспективу ориентированной на него главной городской улицы. Одним из декоративных элементов оформления фасада стал герб Выборга, украшенный растительным орнаментом.
В начале XX века рынок считался самым крупным в Скандинавии. Главный фасад здания шириной около 20 метров, боковой — более 130 метров. Отличительной чертой рынка стала новейшая система охлаждения. Помимо торговых помещений, в здании разместились кафе.
Во время Великой Отечественной войны здание выборгского рынка получило сильные повреждения. Снова рынок был открыт лишь в 1957 году. В интерьере на смену изящным национально-романтическим элементам пришли монументальная кафельная плитка и прилавки из белого мрамора. В ходе послевоенной реконструкции из семи островерхих фронтонов четыре (на протяжённых боковых фасадах) не были восстановлены, что значительно исказило облик здания. Историческую шатровую форму кровли в 1976 году получила только часовая башенка.
- Первоначальный вид рынка с треугольными боковыми фронтонами
- Развалины рынка в 1941 году
- Главный фасад
- Северный фасад
- Южный фасад
- Герб Выборга над входом